# Метасоматоза
Метасоматозата (на гръцки: μετά и σῶμα (тяло)) е естествен процес на трансформация на скалите, при който става промяна на минералния и химическия им състав, под въздействието на водни разтвори. Когато магмената стопилка и пегматитовите остатъчни флуиди или хидротермалните разтвори се движат из околните скалите, те им въздействат, като предизвикват промени. Изменението е свързано с привнасянето или изнасянето на вещества в резултат от взаимодействието между минералите и скалите от една страна и съответните газове и разтвори от друга.  Разтварянето на съществуващите минерали и отлагането на нови става почти едновременно, така че по време на целия процес те запазват твърдото си състояние и не променят първоначалния си обем. Скалите, създадени при метасоматоза се наричат метасоматични или метасоматити. Терминът е въведен от немския геолог Карл Фридрих Науман през 1828 г.

## Терминология
- Колона – Съвкупността от метасоматичните зони, които се сменят последователно по посока на проникналия разтвор.[3]
- Задна зона – Мястото на въвеждането на флуида.[3]
- Предна зона – Краят на въздействие на разтвора, където влиянието му е минимално.[3]

## Характеристика
Характерните особености на метасоматозата, които я отличават от другите процеси на преобразуване на скалите, са запазването на първоначалния обем и наличието на метасоматична зоналност. Според правилото на Линдгрен износът и привносът на компоненти става обем за обем. Тези процеси протичат при температура, движеща се в границите от 100 – 150 °С до 600 – 700 °С и налягане от 30 – 50 MPa, които обикновено се развиват на дълбочина около 1 – 2 км.
Продуктите от метасоматозата най-често имат гранобластна структура – съставени са от повече или по-малко изометрични зърна, чиято форма може да бъде различна – кръгла, многостенна, назъбена и др. Те могат да наследяват текстурата на оригиналните скали или да формират своя собствена – от масивна до ритмично ивичеста.
Отделните зони в колоната обикновено имат различен минерален състав. При заместване на полиминерална скала под въздействието на разтвор, броят на минералите в областите на промяна намалява в посока от предната към задната зона. В задната си зона, където действието на разтвора е най-интензивно, колоната се превръща в мономинерална. Цялата колона обхваща зони от скали, изменени в различна степен в течение на един и същи етап от развитието на процеса.

## Фактори, контролиращи метасоматозата
Главните фактори, които влияят на протичането на метасоматозата са:
- Температурата при която протича процесът – По-високата температура предизвиква отслабване на кристалната структура и миграцията на по-малките йони става по-лесна.[2]
- Налягането на околната среда – Увеличаването му намалява скоростта на процесите, тъй като способства за образуването на по-плътни кристални структури.[2]
- Съставът и проницаемостта на вместващите скали
- Съставът на течността, предизвикваща скалното преобразуване.
- Концентрацията, активността и химическия потенциал на флуидните компоненти, особено на H+, CO2, O2, K+, S2 и други.

Съставът на разтворите се променя с промяната на времето и местоположението. Затова основният фактор, който обуславя и метасоматичните реакции, и рудоотлагането, е изменението на водородния показател рН на разтвора в резултат на взаимодействието между скалата и флуида. Това се отразява върху водородно-йонната метасоматоза (хидролиза), в резултат на което от разтвора се утаяват хидроксиди и оксиди. Освен това комплексните и простите йони на металите могат да съществуват в хидротермалния разтвор само в строго определени граници на стойността на рН. Особено чувствителни към изменението на водородния показател на разтвора са комплексните йони, които се разрушават, когато стойността му достигне горната или долната граница на интервала на устойчивост.
В дълбоките части на литосферата и в земната мантия метасоматозата протича при много високи температури и налягане. В същото време средата, пренасяща компонентите, се намира между състояние на течност и наситена с течност магма. Процесът в тази зона на Земята се нарича мантийна метасоматоза.

## Етапи на развитие
Метасоматичните процеси обикновено са свързани с големи интрузивни тела. Руският геолог Дмитрий Коржински разделя протичането на метасоматозата на два етапа – магматичен и постмагматичен:
- Магматичен етап – Доминиран е от течностите, отделяни от магмата по време на нейната кристализация.[3]
- Постмагматичен етап – В циркулацията са включени хидротермални течности. С понижение на температурата постмагматичната еволюция на разтворите се проявява с последователна промяна в състава на течността.[3] Според зоналността на Коржински се разтличават:
  - Високотемпературен ранноалкален етап – формиране на скарнови минерализации.[5]
  - Среднотемпературен киселинен етап – със силно излужване на алкалиите (съединения на алкалните метали, които дават основна реакция) от скалите (грайзенизация, интензивна аргилизация и др.).[5]
  - Неутрален етап – по време на който се извършва отлагането на сулфиди.[5]
  - Нискотемпературен късноалкален етап – отлагат се карбонати.[3]

## Видове
Класификацията на видовете метасоматоза е много разнообразно и съществуват разлики между руската и западноевропейската теория.

### Според механизма на пренос и въвеждане на флуидите в скалите
- Дифузна – Компонентите се внасят от застойни разтвори чрез дифузия по посока на най-малката им концентрация.[1] Осъществяват се реакции, свързани с миграцията на йони, които се определят от физико-химичните особености на минералите и от кристалната им структура. Дифузията, протичаща на междуатомни разстояния, се осъществява при полиморфни превръщания, например преминаването на андалузит в силиманит В други случаи дифузията на йоните протича на разстояния от милиметри до километри вътре в една и съща, или в различни геоложки формации.[2] Движещата сила на преноса им е химичната активност на съставните части на разтвора в различните зони на колоната.[3] Решаващо значение в дифузните явления има температурата, която влияе на тяхната скорост. Високата температура поддържа висока степен на дифузия поради отслабване на кристалната структура и появата на възможност за миграция на по-малките йони.[2] При този вид метасоматоза обикновено се образуват сравнително тънки колони, разположени в близост до пукнатини, жили или при контакт със скали с различен състав. Характерна особеност на дифузните метасоматити е постепенното изменение на химическия състав на минералите и образуването на зони с междинно съдържание, които в колоните, създадени при инфилтрационна метасоматоза, обикновено отсъстват.[3][4][5]

- Инфилтрационна – Внасянето на компонентите се извършва чрез разтвори, филтрирани през скалата в посока на по-голямата концентрация и зоните с повишена пропускливост – пукнатини, разломи и катаклазирани области.[1] Обемът на телата, образувани по този начин, достига до няколко кубични километри. Химичният състав на минералите във всяка зона на колоната остава по правило постоянен.[3][4][5] Понякога при просмукването през слабо проницами скали на разтворени вещества с повишена концентрация, се появява т.нар. филтрационен ефект. В такъв случай при филтрацията в хидротермите се натрупват рудни компоненти, които се отлагат пред скалната бариера. Ако разтворът преодолява последователно все по-плътни прегради, най-напред започва утаяването на най-лесно задържащите се елементи като калай и мед, а след това, пред следващите препятствия – по-трудно уловимите метали като олово и живак. Инфилтрационната метасоматоза е най-широко разпространеният начин на промяна на скалите.[5]

Обикновено в природата двата процеса действат едновременно.

### В зависимост от участващите разтвори
- Екзогенна метасоматоза – При която в процеса участват повърхностни води.[3]
- Ендогенна метасоматоза – При нея в процеса участват хидротермални води.[3]

### Според промяната на скалите
Промяната в киселинността на течността води до рязка промяна в разтворимостта на скалите и поради това се образуват различни рудни и минерални находища. Според характера на подмяната на изходните скали се разграничават няколко специфични видове метасоматоза:
- Автометасоматоза – Характерна е за горните части на магмените тела по време на магматичния и ранния постмагматичен етап. В процеса на кристализация и втвърдяване на скалите влияние оказват промяната на термодинамичните условия и ефектът на остатъчните стопилки, летливите вещества и хидротермалните разтвори. Типичен пример за автометасоматоза е албитизацията в гранитни масиви, т.е. образуване на албит, главно благодарение на силикатните и алумосиликатните минерали.[3]
- Контактна метасоматоза – Възниква при контакт на магменото тяло с вместващите скали. Формира се широка гама от метасоматични образувания, отразяващи различните етапи от еволюцията на интрузивната система.[3] Разграничават се две зони на метасоматичната колона – ендоконтактна, която е развита в първичните магмени скали и екзоконтактна, развиваща се по протежение на вместващите скали.[4] Примери за контактна метасоматоза са скарнообразуването и грайзенизацията.[3]
- Биметасоматоза – При този вид, поради двустранната дифузия на различните компоненти, скалите и от двете страни на контакта се променят. Обикновено това се случва при съприкосновението между две химически рязко разграничени скали, например ултраосновни скали с гранитоиди или пегматити.[3]
- Околожилна метасоматоза – Вид дифузна метасоматоза, при която в скалите, заобикалящи една жила, се образуват симетрични метасоматични зони, по които проникват разтворите. Разполагат се от всяка страна на жилата.[3]
- Регионална метасоматоза – Обхваща огромни площи и се проявява в различни геоложки условия. Обикновено се свързва с промяната на големи интрузивни тела под въздействието на разтвори с висока алкалност. Образува най-отдалечените зони на метасоматичните колони, свързани с рудни находища.[3][4]

### Според химичния състав на флуидите
В зависимост от химичния състав на флуидите, действащи върху изходните скали, се разграничават силициево-алкални, алкални, кисели, варовикови, магнезиево-железни и други видове метасоматоза.

### Видове поGuilbertиPark(1985)
Западноевропейските автори акцентират върху химичните изменения и отделят няколко последователни типа метасоматични промени, които са резултат от постепенната еволюция на флуида – алкална метасоматоза (калиева силикатна промяна) ⇒ пропилитизация ⇒ серицитизация и грайзенизация ⇒ аргилизация ⇒ интензивна аргилизация. Според Guilbert и Park съществуват 8 основни типа метасоматична промяна:
- Скарниране (скарнообразуване) – Образуване на типични скали, формирани при контактна метасоматоза. Получават се при съприкосновението между варовити скали и такива от гранитов тип.[2] Изградени са предимно от калциево-магнезиеви, калциево-железни и калциево-силикатни минерали – гранат, пироксен, гранат-пироксен, гранат-епидот и други.[1] При скарнообразуването съществуват два типа генезис – плутоногенен (постмагматичен) и метаморфогенен. Постмагматичните скарни се образуват на дълбочина до 7 – 8 км, а метаморфогенните – до 30 – 40 км, при температура над 350 °С.[5] Често с тях са свързани находища на полезни изкопаеми, например магнетитовите орудявания в Чипровци (Западна Стара планина), с. Крумово (Ямболско) и волфрамови.[1]
- Грайзенизация – Грайзените се образуват при киселинно излужване на скалите при температура 300 – 450 °С и дълбочина между 1,5 и 4 km. Обикновено са свързани с калай-волфрамови находища.[5] Това са продукти, при които кристалната форма на изходния минерал е запазена, но е изместен частично или напълно от друг минерал.[2]
- Калиева метасоматоза (калиева фелдшпатизация) – заместване на плагиоклаза и фемичните минерали с калиев фелдшпат, биотит и хлорит при температура 450 – 600 °С.[5]
- Пропилитизация – Процесът е свързан със солфатарно-фумаролния етап от затихващата вулканична дейност, когато отделяните разтвори са слабо кисели до слабо алкални. Характеризира се с внос на Н2О и СО2 (± S) без забележима водородно-йонна метасоматоза. За нея е характерна вертикалната зоналност. Най-нискотемпературната и най-високо разположената асоциация в разреза е хлорит с калцит. Среднотемпературната е хлорит с епидот и албит. Високотемпературната, намираща се в дълбочина, е актинолит с епидот и албит. Пропилитизацията се развива на площ от порядъка на десетки км2, която има неравни очертания. Площните пропилити обикновено са дорудни, но върху тях по разломи може да се насложи по-късно орудяване.[5]
- Силификация – Това е един от най-разпространените типове метасоматична промяна в различни по състав скали и находища, която протича както при ниски, така и при високи температури. При ниски температури се отлага α-кварц, опал, халцедон, а при високи температури – β-кварц (> 573 °С), тридимит и кристобалит. При хидротермалния процес силицият или се внася от циркулиращите разтвори, или е „остатъчен продукт“ след разрушаване на първоначалните минерали.[5]
- Серицитизация (филитизация) – Това е най-разпространената промяна при хидротермалните находища в алумосиликатни скали – от докамбрийски масивни сулфиди до съвременните сребърно-златни геотермални системи. Температурата им на образуване е 200 – 300 °С. Дължи се на разрушаването на фелдшпатите в присъствие на Н+, ОН-, калий и сяра. Водородните катиони изместват алкалиите от структурата на фелдшпатите, а хидроксилният анион, калият и сярата участват в образуването на сулфиди. Изнасят се натрий, магнезий, титан, желязо и калий.[5]
- Аргилизация – Процес на относително интензивна водородно-йонна метасоматоза, киселинно излужване. При него плагиоклазът и фемичните минерали (богати на желязо и магнезий) като амфибол и пироксен се заместват от глинести минерали. Протича при температура 100 – 300 °С. Характерен е за порфирни и епитермални системи, като навътре тази промяна преминава в серицитизация, а навън – в пропилитизация. Наблюдава се латерална зоналност – в по-силно променените вътрешни части, които се намират по-близо към зоната на серицитизация, преобладаващият глинест минерал е каолинит, а във външните – монтморилонит.[5]
- Интензивна аргилизация – Процес на интензивно киселинно излужване на скалите с почти пълен износ на алкалните катиони и цялостно разрушаване на фелдшпатите и фемичните минерали. Хидротермите, предизвикващи промяната, са с повишено съдържание на Н2О, Cl, F, P, CO3, CО2. Характеризират се с латерална и вертикална зоналност.[5]

## Разпространение
С метасоматозата са свързани много от основните находища на рудни и нерудни изкопаеми по целия свят. Те включват скарнови месторождения на желязо, мед, злато, сребро, волфрам, молибден и грайзенови залежи от калай, волфрам, молибден, берилий, флуорит, слюда, както и албитни находища на тантал, ниобий, торий, уран, редкоземни елементи, цирконий. На метасоматозата могат да се дължат и находищата на злато и антимон, свързани с пропилити и березити.